# Arctornis crocophala
Arctornis crocophala är en fjärilsart som beskrevs av Collenette 1951. Arctornis crocophala ingår i släktet Arctornis och familjen tofsspinnare. Inga underarter finns listade i Catalogue of Life.